# Ponte Maggiore (Ascoli Piceno)
Il Ponte Maggiore di Ascoli Piceno, attraversando il torrente Castellano, collega il centro storico al quartiere di Porta Maggiore. Le sue arcate fronteggiano il Ponte di Cecco e da tutto il suo piano stradale è possibile scorgere la Fortezza Malatestiana. Fa parte dell'antico percorso della Via Salaria, rimasto in uso fino alla realizzazione della circonvallazione nord negli anni Sessanta.

## Storia
Nell'anno 1373 gli ascolani Massimo o Massio e Nicoluccio Ravuolto (o Ravolto secondo Antonio De Santis) ne avviarono la realizzazione per un compenso pari a 4.000 scudi sottoscrivendo l'accordo di riconsegnare l'opera compiuta nel tempo di 20 mesi. 
Queste condizioni contrattuali piuttosto modeste, per l'impegno che richiedeva la costruzione del ponte, furono la causa dell'allungarsi della realizzazione dell'opera che fu completata nel secolo successivo, quando la città di Ascoli era infeudata ai conti di Carrara. Il ponte stesso ne reca scolpiti gli stemmi.
La storia del ponte, nel corso del tempo, ci narra di interventi di conservazione, ampliamento e ricostruzione. 
Nell'anno 1862, Marco Massimi, ingegnere ascolano, si occupò dell'allargamento del piano stradale e del sopraelevamento del manufatto. 
Durante la seconda guerra mondiale i guastatori tedeschi in ritirata lo fecero saltare il 16 giugno 1944 insieme al ponte di Cecco. Lo ricostruì, nell'anno 1946, l'ingegnere Giuseppe Viccei.
L'attuale ponte, costituito in blocchi squadrati di travertino, si eleva su tre alte arcate per una profondità pari a m. 52 e per una lunghezza di circa m. 105.